# V-Motor

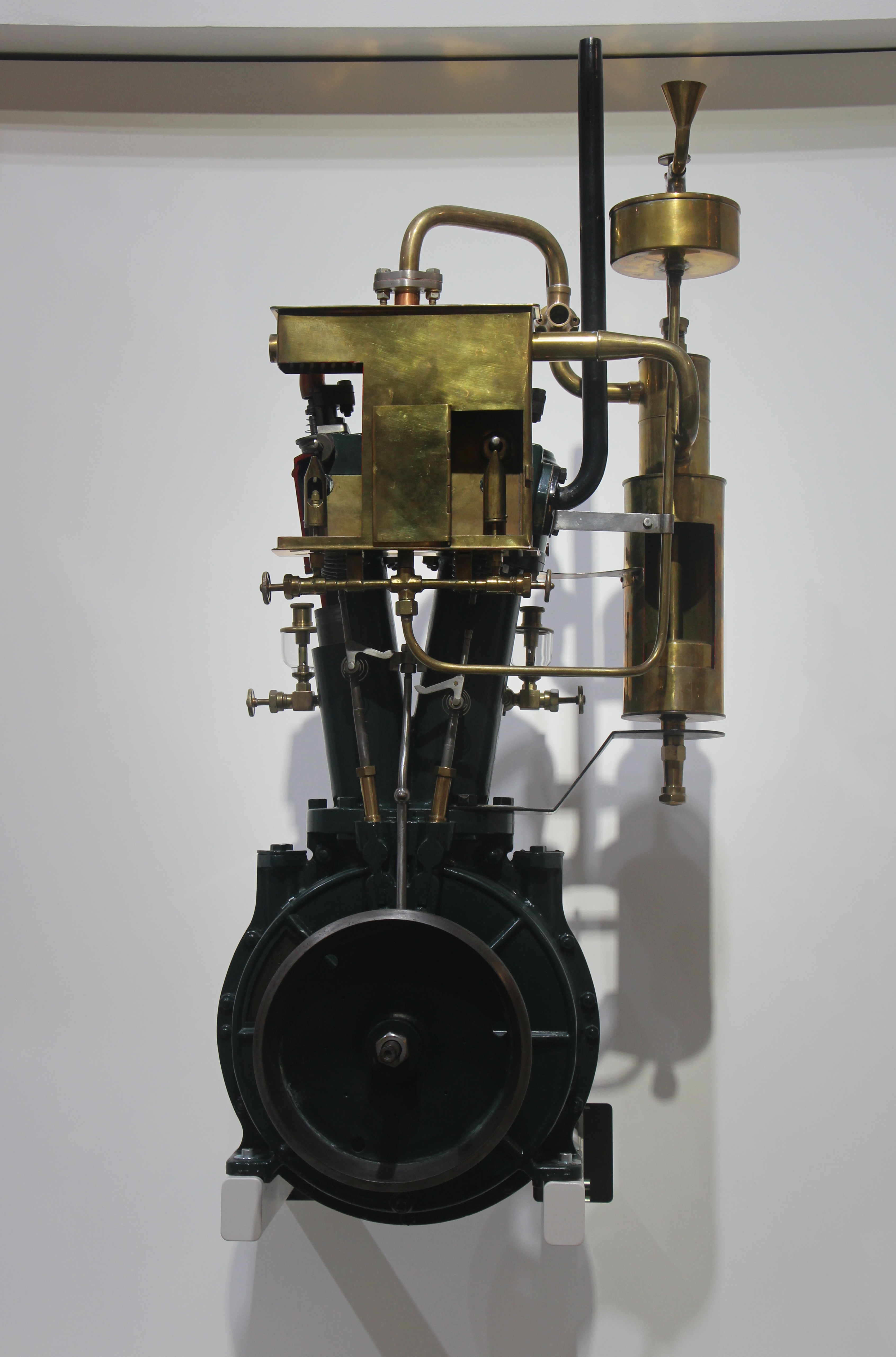
Daimler 2-Zylinder-V-Motor, 1889

V-Motor des Laurin & Klement A, 1905

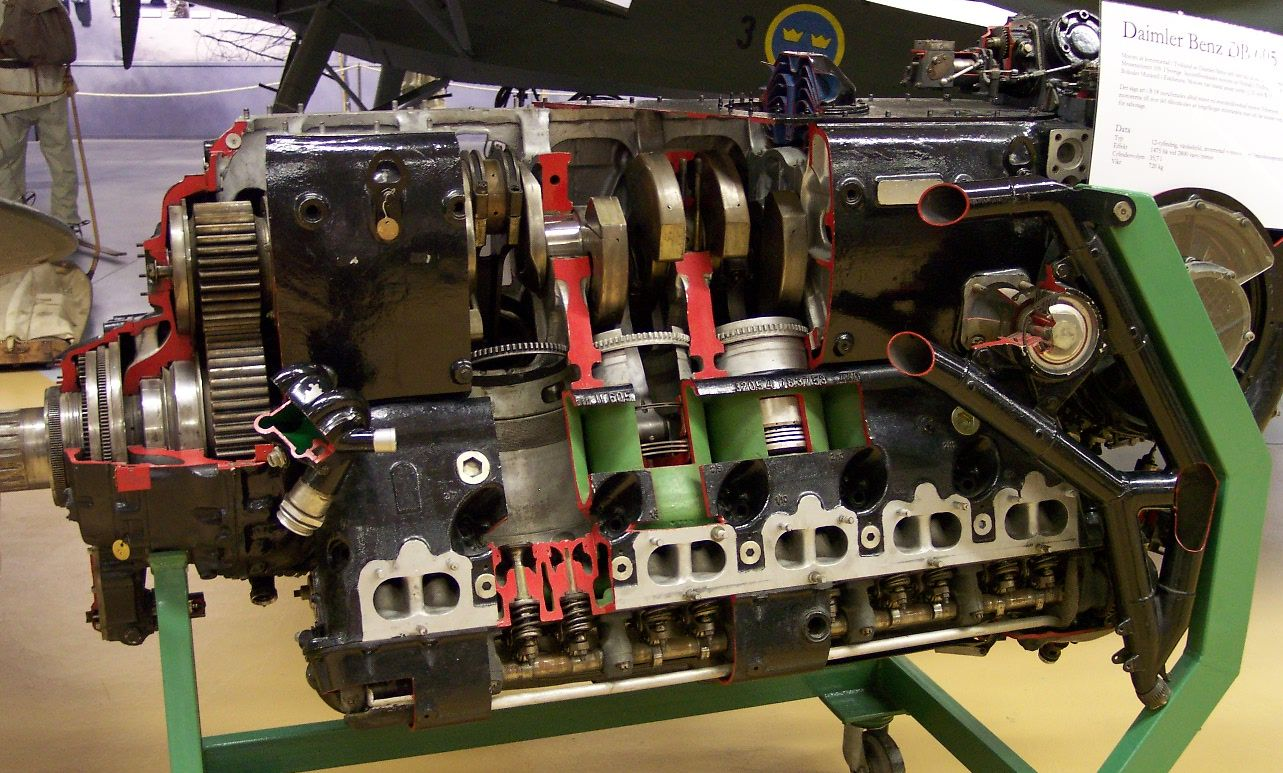
Schnittmodell eines Zwölfzylinder-V-Motors: V12-Flugmotor Daimler-Benz DB 605 mit hängenden Zylindern („A-Motor“)

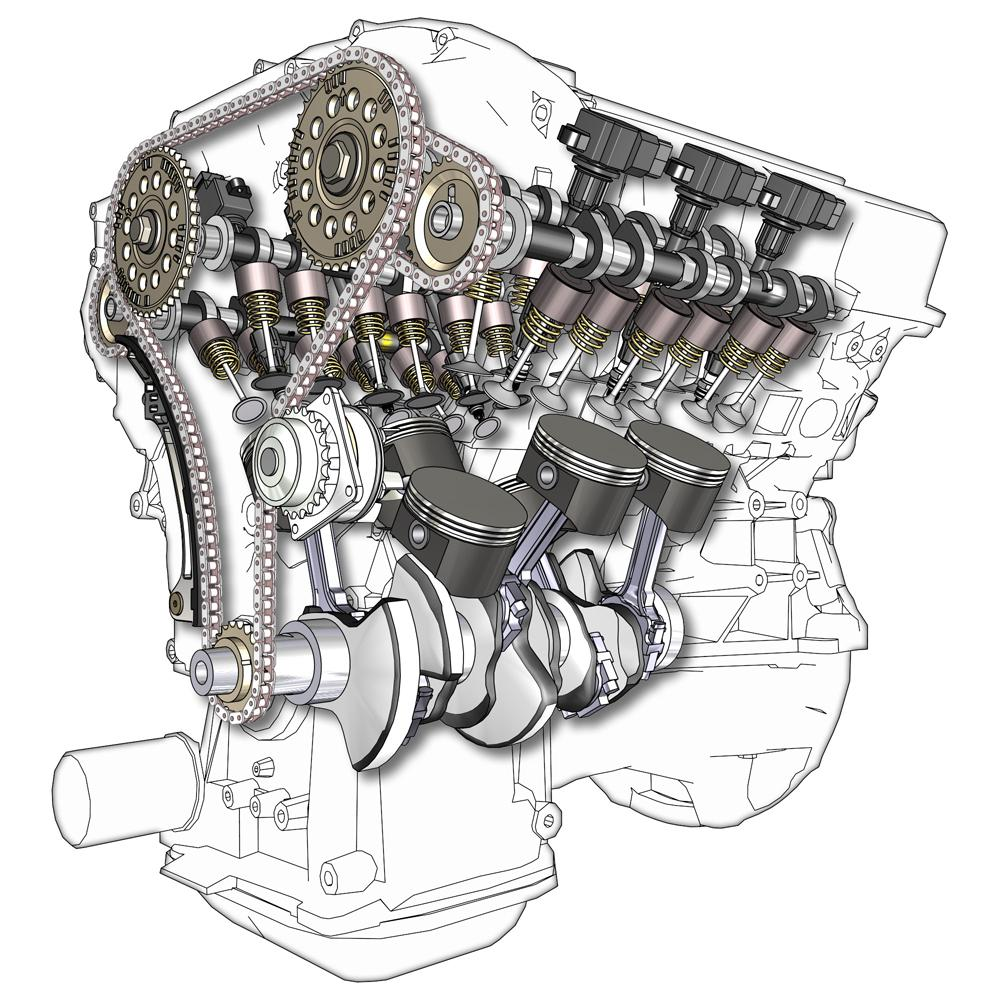
Querschnittszeichnung eines V6-Motors

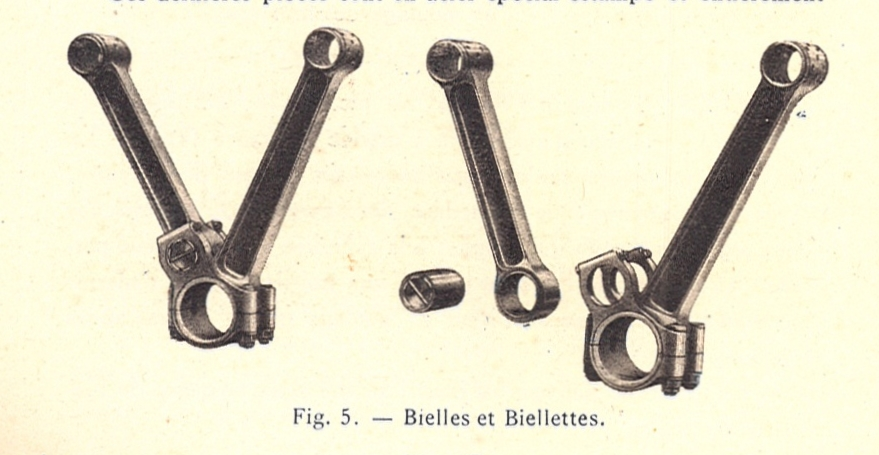
Anlenkpleuel eines V8-Flugmotors
(Renault 8Gd von 1917)

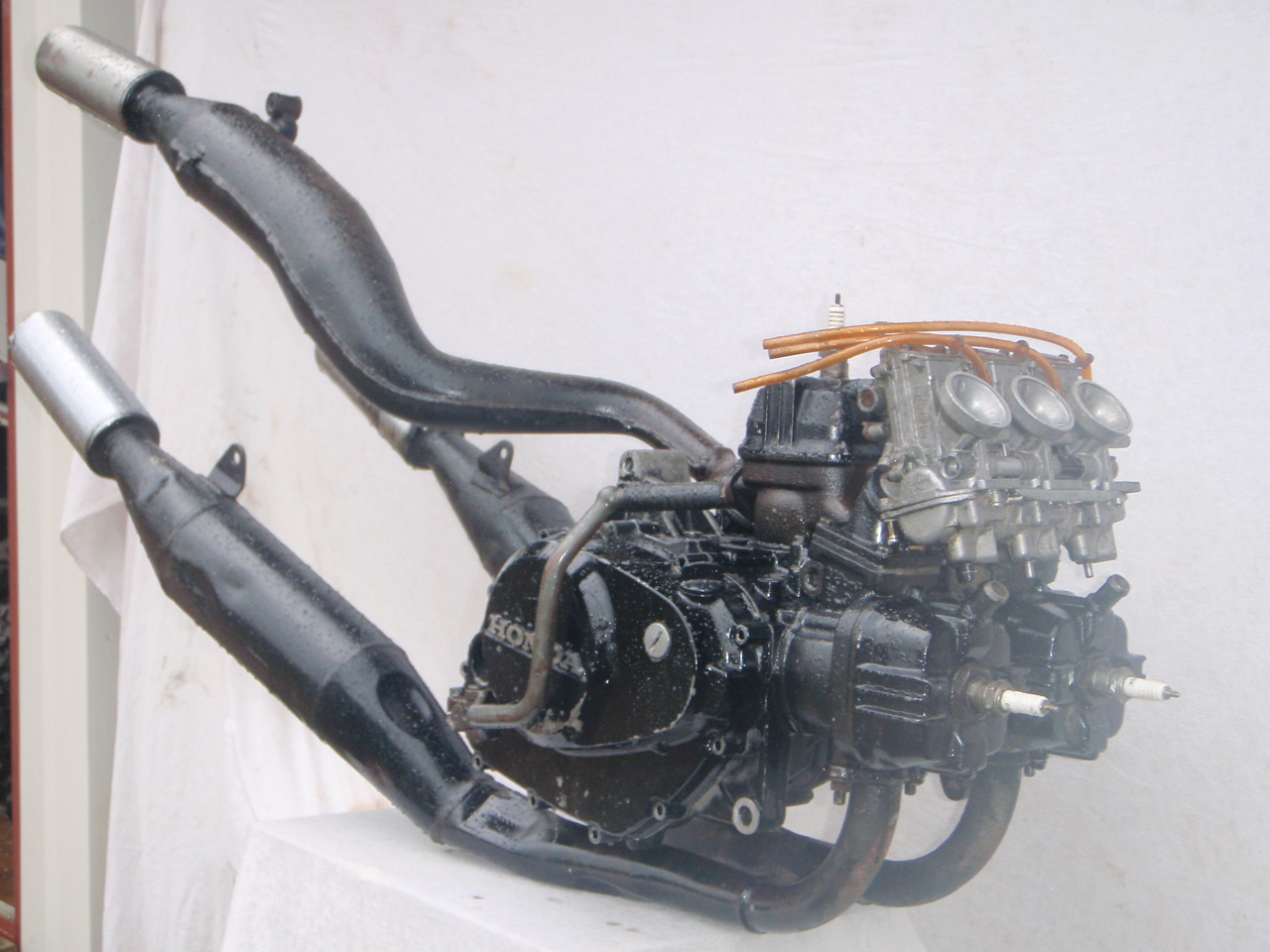
Honda Dreizylinder-V-Motor

Ein V-Motor (früher auch Gabelmotor genannt) ist eine Bauform eines Hubkolbenmotors mit mehreren Zylindern. Diese sind auf zwei Zylinderbänke aufgeteilt, die in einem Winkel („Bankwinkel“) zueinander stehen. Nach dem Reihenmotor ist es die am weitesten verbreitete Motorenbauform.

## Beschreibung

### Normale Zylinderbankwinkel
Beim V-Motor „stehen“ die beiden Zylinderbänke um den Bankwinkel gegeneinander geneigt auf dem untenliegenden Kurbelgehäuse. Flugmotoren wurden auch mit „hängenden“ Zylinderbänken konstruiert: die Kurbelwelle war oben, die Zylinderköpfe unten angeordnet. Besonders in älteren Beschreibungen werden sie oft als „A-Motor“ bezeichnet. Die Sicht des Piloten wird durch die oben schmalere Haube weniger behindert und das Fahrwerk ist bei gegebenem Propellerdurchmesser weniger hoch. Die Zugänglichkeit für Wartungsarbeiten ist besser.
Der Bankwinkel hat starken Einfluss auf die Größe der Massenkräfte und wird vom seitlich verfügbaren Einbauraum begrenzt. Praktisch ist ein Mindest-Bankwinkel erforderlich, um die Vorteile der V-Anordnung nutzen zu können. Um den Bankwinkel kleinzuhalten, können die Zylinderfüße versetzt nach außen angeordnet werden; die Zylinderachsen schneiden sich dann unter der Kurbelwelle. Bisher dargestellte Bankwinkel beginnen bei etwa 10° im Lancia Appia und im Röhr 8. Bei den sogenannten VR-Motoren, das sind V-Motoren mit sehr kleinem Bankwinkel (< 15°), haben die beiden Bänke einen gemeinsamen Zylinderkopf.
Der Bankwinkel kann bis zu 180° betragen. 180°-V-Motoren unterscheiden sich von Boxermotoren durch andere Kröpfungen der Kurbelwelle (siehe nächsten Abschnitt).
Bei V-Motoren sind die Pleuel von zwei gegenüberliegenden Zylindern in der Regel auf dem Hubzapfen einer Kurbelwellenkröpfung nebeneinander gelagert, was einen geringen Versatz der Zylinder zur Folge hat. Genau (ohne Versatz) gegenüberliegende Zylinder erfordern Gabelpleuel (das gegabelte Pleuel hat zwei Füße, die das gegenüberliegende Pleuel umgreifen, zu finden etwa bei Motoren von Harley-Davidson) oder Anlenkpleueln. Kinematisch bedingt verursachen Anlenkpleuel einen ungleichen Kolbenhub in den beiden Zylinderbänken. Die daraus resultierende unterschiedliche Verdichtung kann jedoch über die Kolben ausgeglichen werden. Gabel- und Anlenkpleuel sind aufwendiger und daher teurer.
Vereinzelt wurden auch V-Motoren mit ungerader Zylinderzahl gebaut, bei Motorrädern als V3 (Honda NS 400 R) und V5 (Honda RC211V). VW verwendete im Golf IV einen als V5 bezeichneten Fünfzylinder-VR-Motor.
Pkw-Motoren werden aus Gründen der Laufruhe fast immer mit gleichmäßigen Zündabständen zwischen den Zylindern ausgeführt. Diese betragen bei Viertaktmotoren – als Kurbelwinkel angegeben – 720° geteilt durch Zylinderzahl, da bei zwei Kurbelwellenumdrehungen jeder Zylinder einmal zündet. Bei einem V8 beträgt der Zündabstand also 90°, bei einem V6 120°. Wenn der Bankwinkel nicht ein Vielfaches des Zündabstandes ist, braucht man einen Versatz der Hubzapfen. Sie können direkt nebeneinander sitzen, wenn sie nicht zu stark versetzt sind (PRV-Motor ab 1985, V6 mit 90° Bankwinkel und 30° Hubzapfenversatz), sonst sind sie mit einer Zwischenwange verbunden (Ford-V4, 60° Bankwinkel, 120° Versatz), manchmal ist für jeden Zylinder eine eigene Kurbelwellenkröpfung ausgeführt (Lancia Aurelia, Mitsubishi 3000GT), was die Baulänge des Motors vergrößert.
Der häufigste Bankwinkel ist 90° für nahezu alle V8- und V4-, viele V6- (für die eigentlich 120° ideal wären) und einige V10-Motoren (ideal wären 72°). Aus fertigungstechnischen Gründen ist es vorteilhaft, wenn ein V8-Motor mit einem Bankwinkel von 90° als Basis einer V-Motorenreihe mit unterschiedlichen Zylinderzahlen (zum Beispiel V6, V8 und V10) verwendet wird, da alle Motoren größtenteils auf den gleichen Fertigungslinien hergestellt werden können und sich Kostenvorteile infolge von Gleichteilen ergeben. Beispiele dafür sind die V6-, V8- und V10-FSI-Motoren von Audi und V6- und V8-Motoren von Mercedes-Benz (Mercedes-Benz M112). Diverse V6 und fast alle V12 haben 60° Bankwinkel. V6 mit 120° gibt es kaum, denn der Motor ist dann sehr breit.
Bei Großmotoren und Motoren für besondere Anwendungsfälle (zum Beispiel im Rennsport) sind häufig auch andere Gesichtspunkte für die Wahl des Bankwinkels ausschlaggebend, wie etwa die Zugänglichkeit für Wartungsarbeiten, der Platzbedarf oder die Höhe des Schwerpunkts. In Verbindung mit der Zündreihenfolge ist der Bankwinkel auch einflussnehmend auf die Motorcharakteristik (entweder breit nutzbares Drehzahlband oder maximale Motorleistung).

### 180°-V-Motor

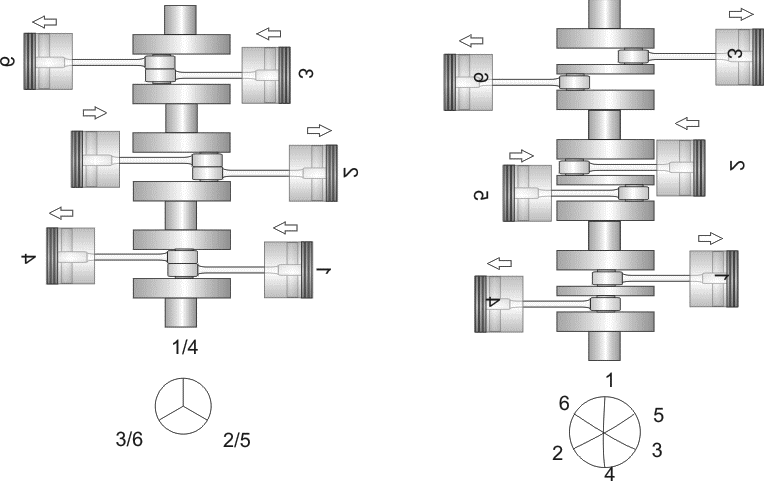
Prinzipskizze V-180° (links) und Boxer (rechts)

Außer dem VR-Motor ist auch der V-Motor mit 180° Bankwinkel ein Sonderfall. Bei der V-Motor-typischen Lagerung von zwei Pleueln auf einem gemeinsamen Hubzapfen wird er als „180°-V-Motor“ bezeichnet. Sind dagegen die Pleuel einander gegenüberliegender Zylinder auf eigenen Kurbelwellenkröpfungen gelagert, die um 180° zueinander versetzt sind, handelt es sich um einen Boxermotor. Wegen des besseren Massenausgleichs des Boxermotors werden 180°-V-Motoren nur selten gebaut, meistens als hochdrehende Rennmotoren mit vielen Zylindern.
Bei Zwölfzylindern üblicher Bauform sind die Kurbelwellenkröpfungen analog zu einem Reihensechszylinder angeordnet. Daher ergibt sich unabhängig vom Zylinderbankwinkel ein vollständiger Ausgleich sämtlicher Massenkräfte und -momente erster und zweiter Ordnung, da der Motor als doppelter R6 betrachtet werden kann. Für gleichmäßige Zündabstände muss der Bankwinkel ein Vielfaches von 60° betragen (60° sind üblich bei PKW, 180° bei Renn- und Sportwagen. 120° werden nicht ausgeführt, weil dann zwei Zylinder gleichzeitig zünden würden). Beispiele für Sportwagen mit 180°-V12 sind der Mercedes-Benz C291, der Ferrari Testarossa oder der Porsche 917.

## Bezeichnungen
V-Motoren werden meist mit der Angabe der Zylinderzahl bezeichnet, mit einem vorangestellten „V“ für die Bauform des Motors und angehängter Zahl für die Anzahl Zylinder. „V12“ kennzeichnet somit einen Zwölfzylinder-V-Motor. Im Gegensatz dazu bezeichnet eine Zahl mit einem nachgestellten „V“ üblicherweise Motoren mit Mehrventiltechnik, also mehr als zwei Ventilen pro Zylinder, z. B. steht „16V“ für einen Vierventil-Vierzylindermotor. Da die Mehrventiltechnik sich in den letzten beiden Jahrzehnten immer mehr verbreitet hat, wird diese Angabe inzwischen kaum mehr als besonderes Merkmal hervorgehoben, sondern nur noch als Hinweis in den technischen Daten verwendet.
Die Typenbezeichnung von Großdieselmotoren von MAN enthält neben der Bauart V (oder L für line) auch die Zylinderzahl, die Zylinderbohrung und den Kolbenhub (jeweils in 10-mm-Schritten) und weitere Informationen. Beispiel: der 18V51/60DF ist eine 18-Zylinder-V-Maschine mit 510 mm Bohrung und 600 mm Hub für Öl- und Gasbetrieb (Dual Fuel).

## Zylinderanordnung
```
Kraftabgabe
3 6
2 5
1 4
```

Die Anordnung ist in einem vorn längs eingebauten V8-Motor von der Fahrzeugfront aus gesehen (DIN 73 021):
```
Kraftabgabe
4 8
3 7
2 6
1 5
```

## Anwendung
V-Motoren werden vielfach eingesetzt, besonders bei höherer Zylinderzahl und begrenztem Bauraum. Fahrzeugmotoren mit 8 oder mehr Zylindern sind heute fast ausschließlich V-Motoren.
Automobile mit V-Motoren haben vorwiegend V6-, V8- oder V12-Motoren. V4-Motoren haben sich im Pkw-Bereich aufgrund des gegenüber Reihenmotoren schlechteren Massenausgleichs und der höheren Produktionskosten ebenso wenig durchsetzen können wie V2-Motoren, auch wenn früher V4- (Ford, SAS) und vereinzelt V2-Motoren (vorwiegend in Voituretten und anderen Kleinfahrzeugen wie dem Morgan Threewheeler) verwendet wurden. Die ersten in Serie gefertigten V4-Motoren gab es ab 1922 im Lancia Lambda und die ersten V6-Motoren ab 1950 im Lancia Aurelia. Verwendet wurde der V-Motor auch in den US-amerikanischen Fahrzeugen wie dem Ford V8 von 1932, bis hin zu den Musclecars der 1960er Jahre wie dem Ford Mustang, Pontiac GTO oder AMC Javelin. In einzelnen PKW-Modellen wie etwa dem Lamborghini Gallardo oder VW Touareg V10-TDI werden V10-Triebwerke eingesetzt – im Motorsport sogar häufiger. Der BMW M5 der E60/E61-Baureihe hatte ebenfalls einen V10.
In Motorrädern finden sich V4-Motoren recht häufig, unter anderem in der Yamaha Vmax, der Honda Pan European, der Honda VFR 1200 F oder der Aprilia RSV4. Die derzeit nur in den USA erhältliche Motus MST/MSTR wird von einem längs eingebauten 90°-V4-Motor mit OHV-Ventilsteuerung angetrieben, der vom technischen Konzept her einem halbierten und auf 1650 cm³ verkleinerten V8-Motor amerikanischer Bauart entspricht. Eine Ausnahmestellung nimmt die Laverda V6 ein, die in lediglich zwei Prototypen gefertigt wurde.
V2-Motoren haben typischerweise die Motorräder von Ducati, Moto Guzzi, Harley-Davidson sowie Indian. Die unregelmäßige Zündfolge der V-Motoren trägt bei Motorrädern wesentlich zu deren charakteristischem Laufgeräusch bei. Die besondere Konstruktion des V2-Motors des historischen Iver-Johnson-Motorrades ermöglicht eine gleichmäßige Zündfolge und erzeugt dadurch den Auspuffklang eines Parallel-Twin-Motors.
In Nutzfahrzeugen (Lkw, Omnibus) ist der Anteil an V-Motoren größer, hier werden vorwiegend V6- und V8-Motoren, gelegentlich auch V10-Motoren eingebaut. Bei Schiffs- und Lokomotivantrieben kommen V8-, V12-, V16-, V18- und V20-Motoren zum Einsatz, die V18-Ausführung ist dabei die seltenste Variante. Bei Panzern waren V12-Dieselmotoren lange Zeit üblich und sind es zum Teil noch (Leopard 2, T-90). Auch bei Flugzeugen wurden V-Motoren verwendet, zum Teil in umgedrehter Einbauweise: die Kurbelwelle liegt über den Zylinderbänken.

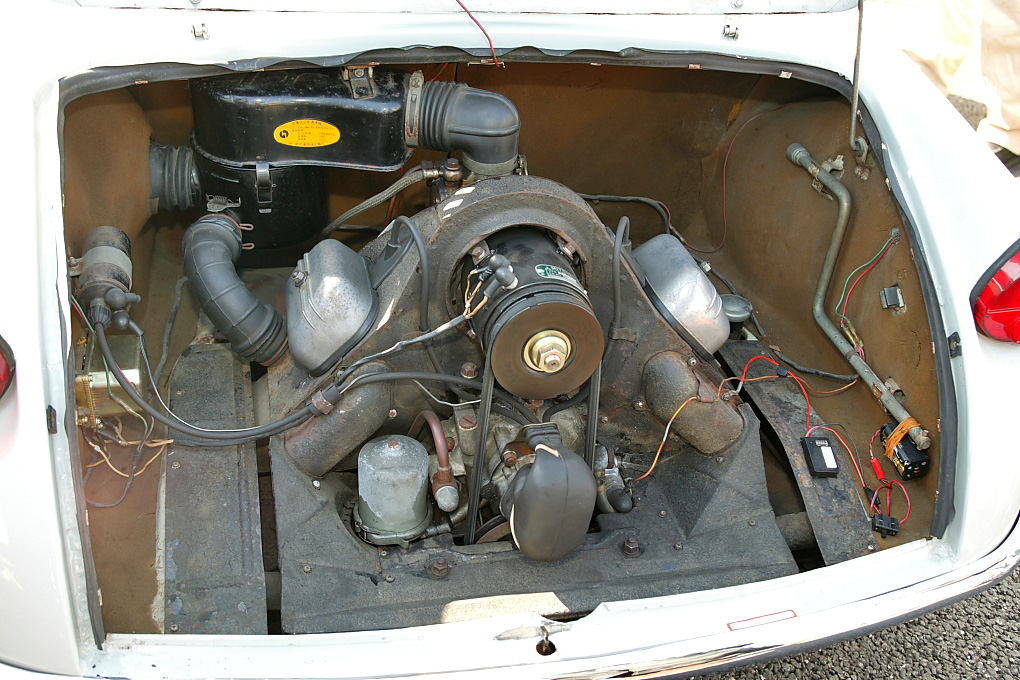
V2-Motor eines Mazda R360 Coupé
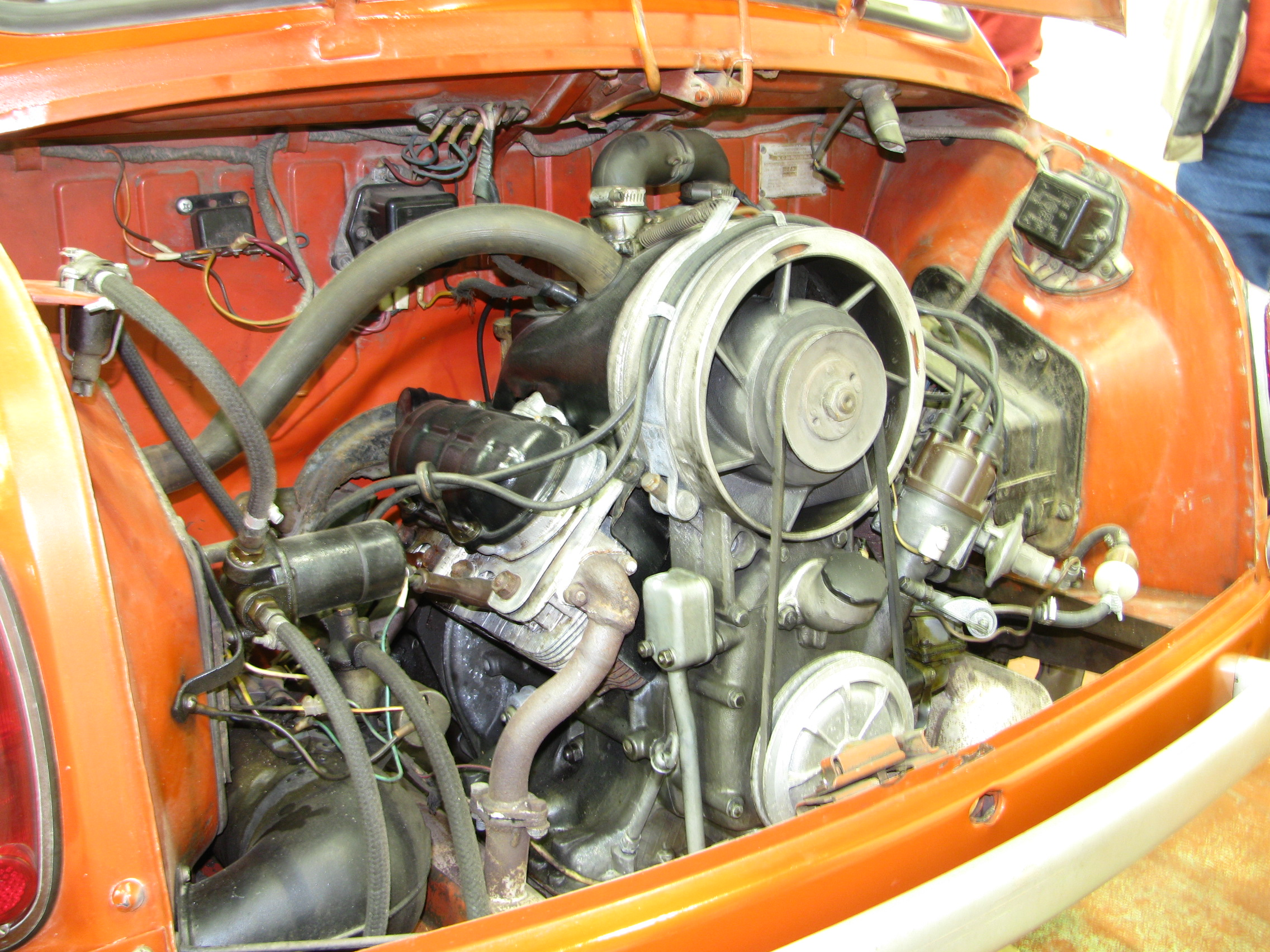
V4-Motor eines SAS-965A „Saporoshez“
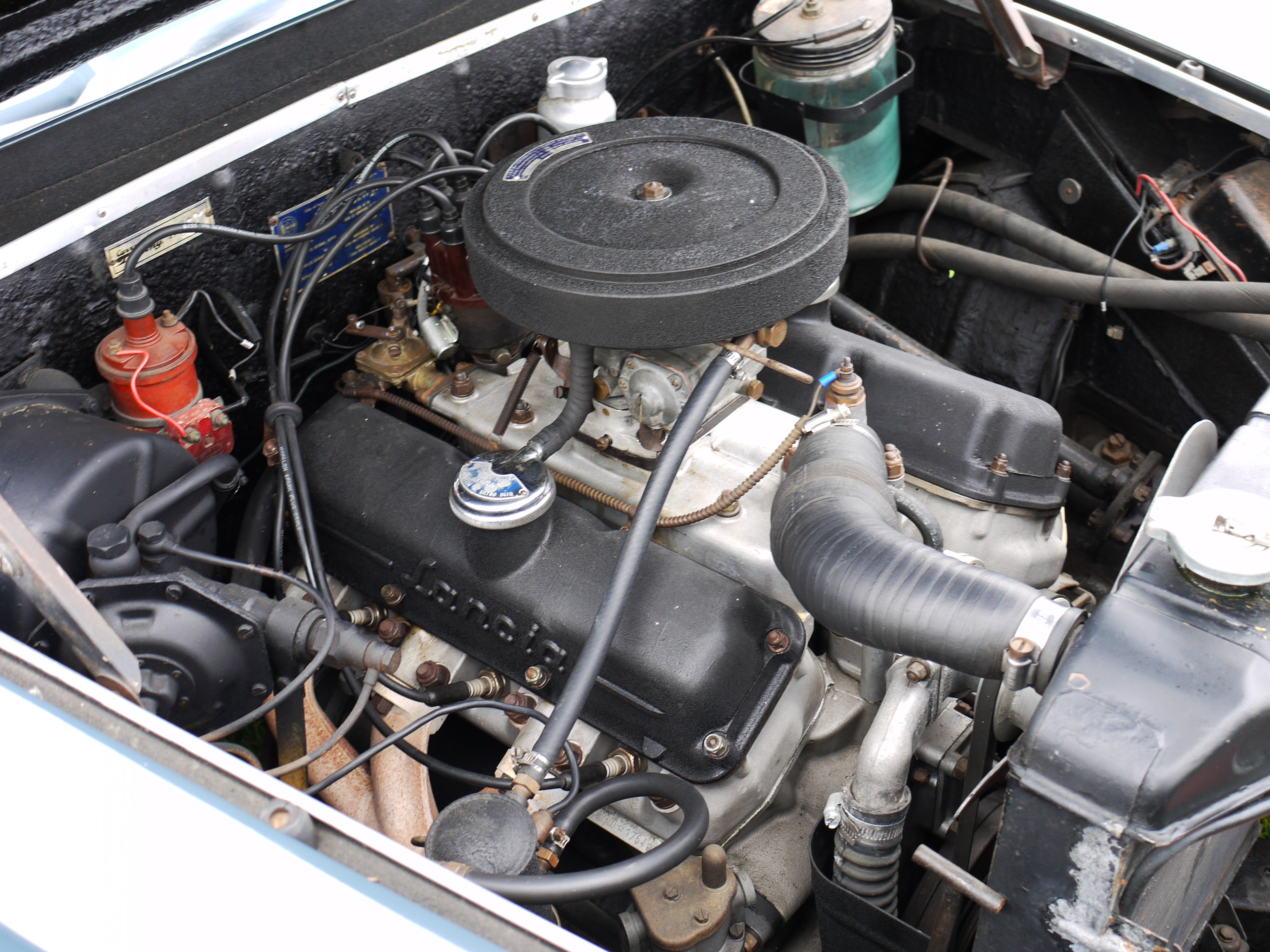
V6-Motor eines Lancia Flaminia Coupé
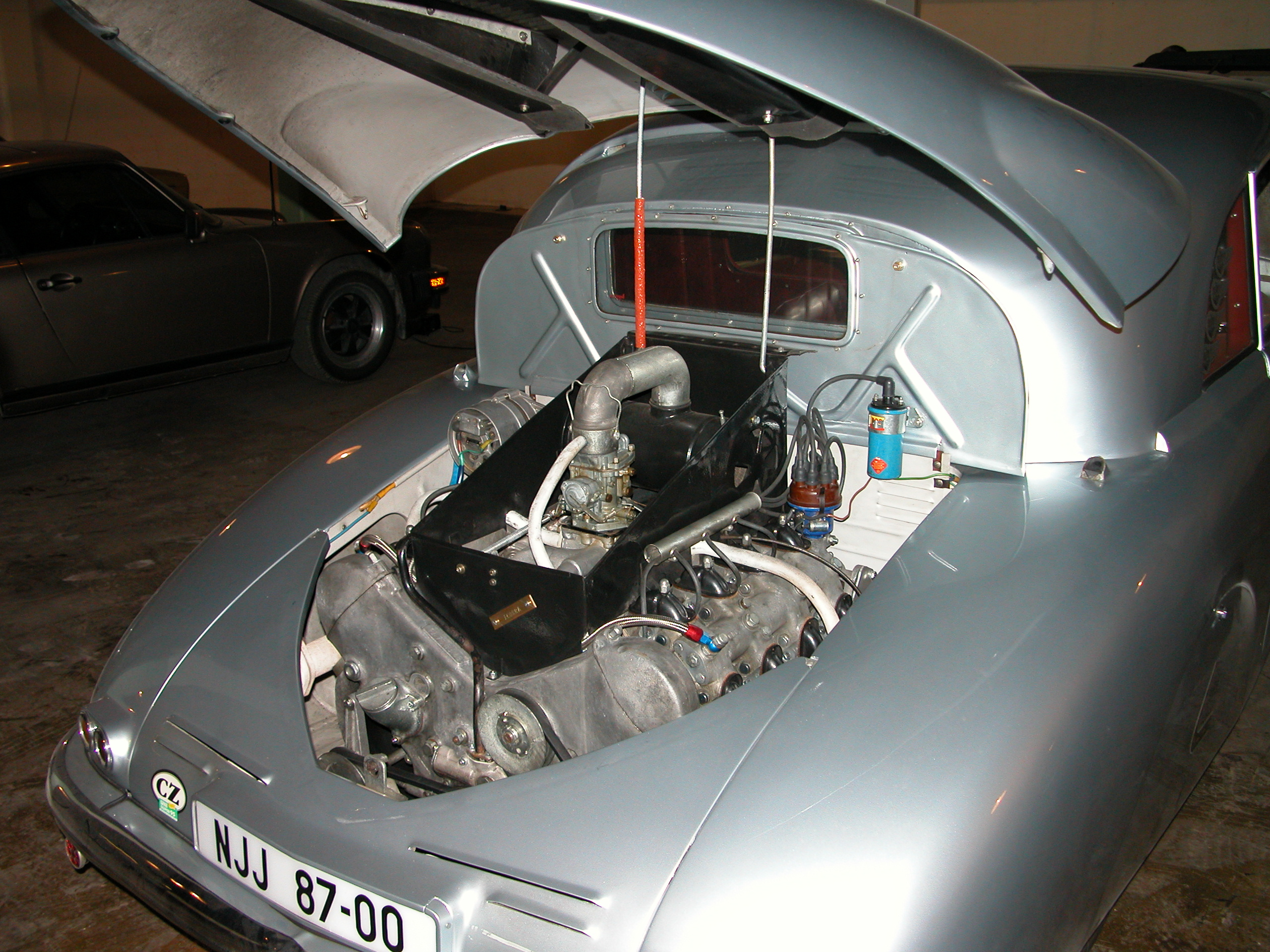
Luftgekühlter Tatra-87-V8-Motor
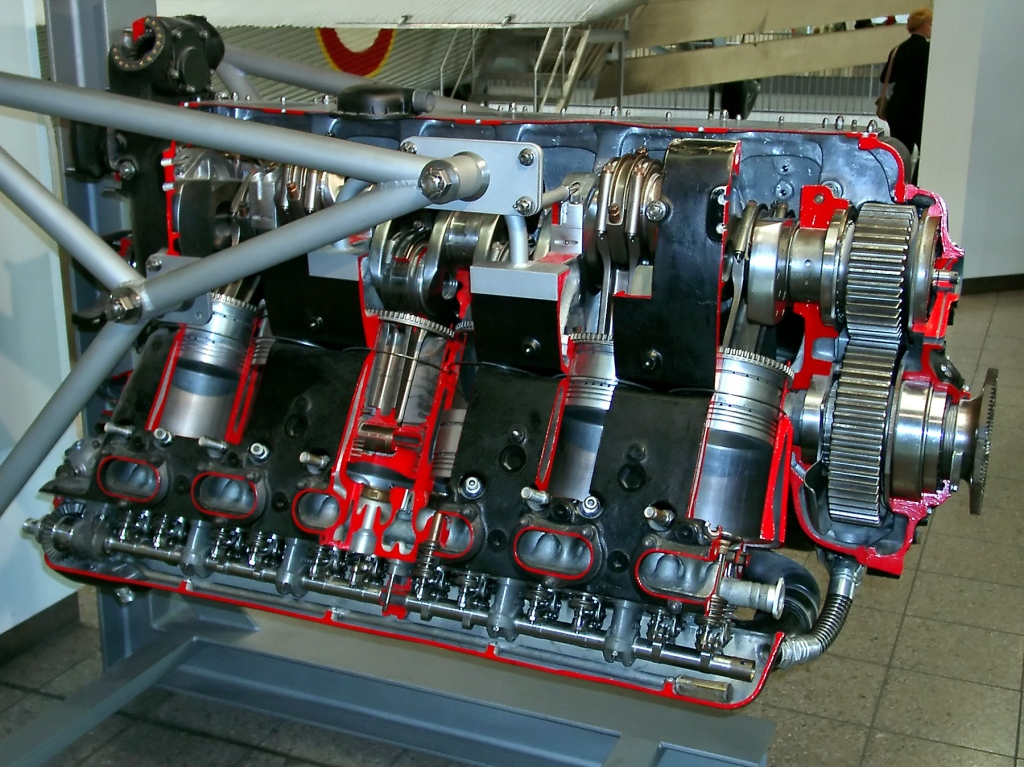
Aufgeschnittener Daimler-Benz DB 601, ein V12-Motor mit hängenden Zylindern.
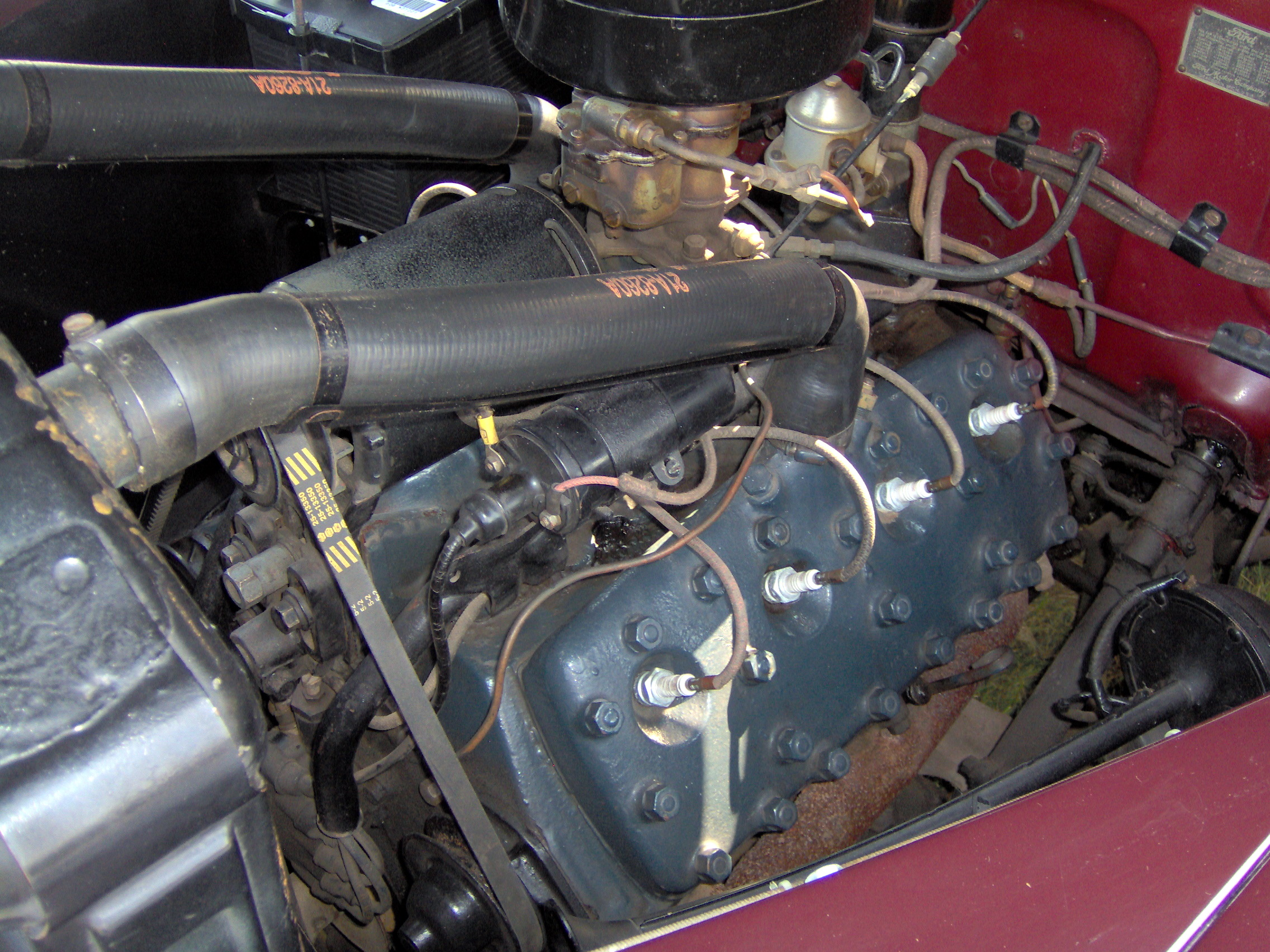
Ford „Flathead“, der erste in Massen produzierte V8-Motor
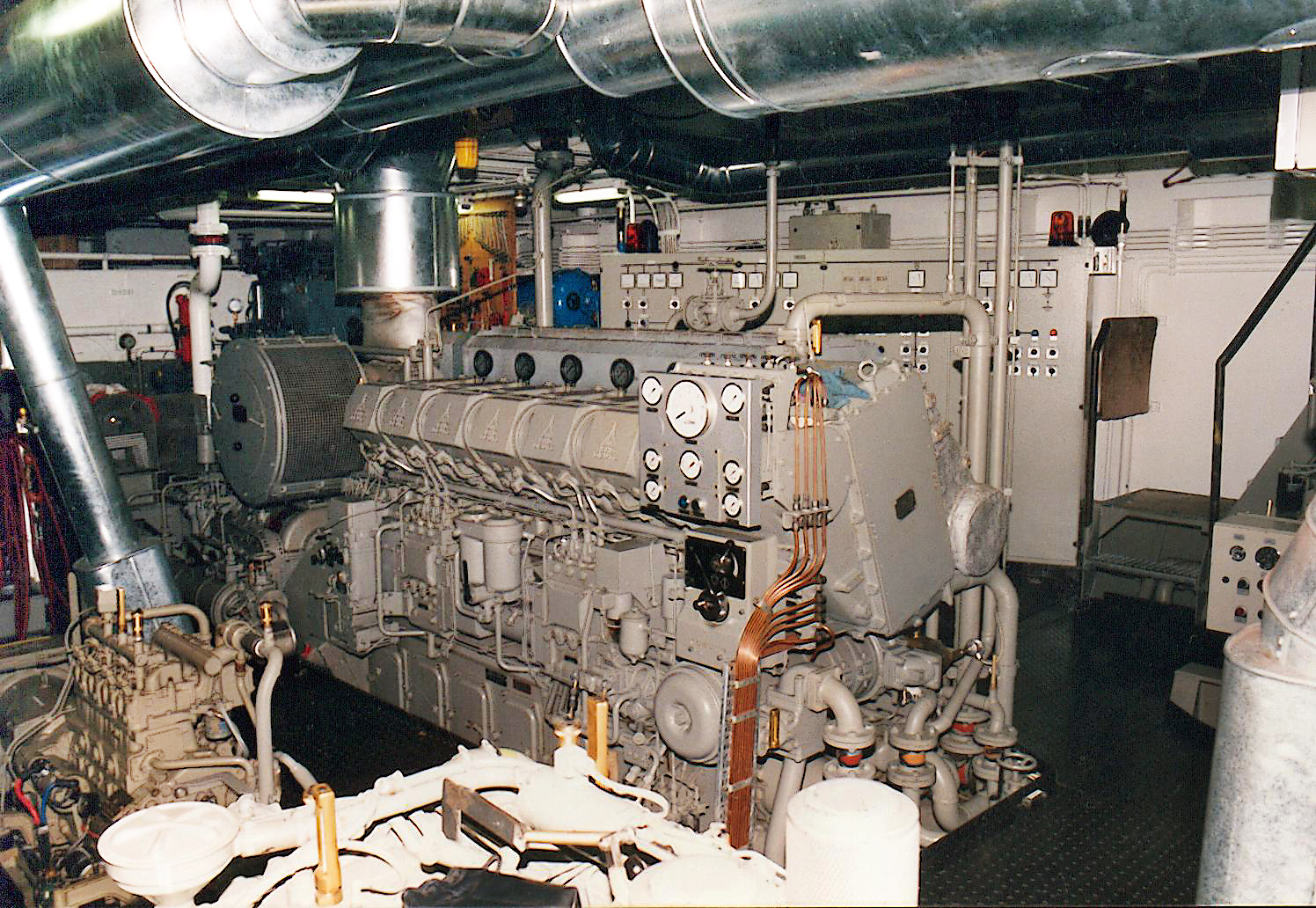
12-Zylinder-V-Motor in einem Binnenschiff
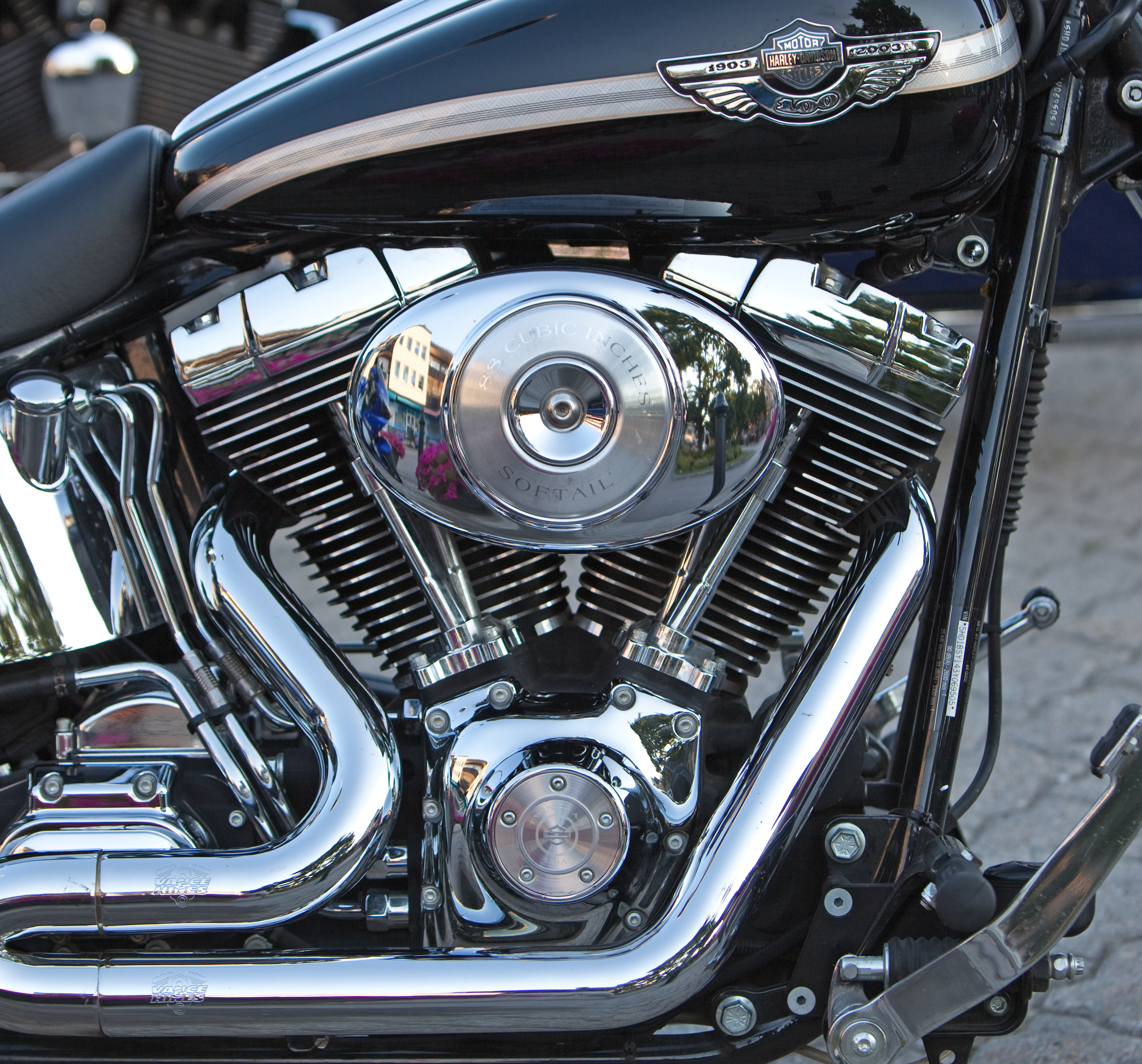
45° V2-Motor von Harley-Davidson – Twin Cam 88

## Vor- und Nachteile
Zu den Vorteilen des V-Motors im Vergleich zu einem Reihenmotor gleicher Zylinderzahl zählen:
- Geringere Baulänge
- Halbierte Anzahl an Kurbelwellenkröpfungen (außer bei manchen V4- und V6-Motoren) im Vergleich zum Reihenmotor und dadurch
- geringere Reibung, was besonders bei Rennmotoren als Vorteil gesehen wird[2]
- bessere Kühlung, besonders der Zylinderköpfe und insbesondere bei Luftkühlung

Durch die kompakte Bauweise wird Material und damit Gewicht gespart. Ein V12 mit einer sechsfach gekröpften Kurbelwelle ist nur unwesentlich länger als ein Reihenmotor mit sechs Zylindern.
Ein V-Motor ist im Vergleich zu einem Reihenmotor gleicher Zylinderzahl aufwendiger, denn:
- einige Baugruppen müssen doppelt vorhanden sein, beispielsweise der Zylinderkopf und die Nockenwellen (sofern obenliegend)
- komplexere Form des Kurbelgehäuses.
- häufig sind im PKW zwei Auspuffstränge erforderlich, die zusätzlichen Bauraum beanspruchen
- schlechterer Ausgleich der Massenkräfte (bis V4) und Massenmomente (V4 und V6).

Nachteile werden beispielsweise durch VR-Motoren abgemildert, wie zum Beispiel im Lancia Fulvia (Bankwinkel 13°) oder dem VW-VR6-Motor (Bankwinkel 15°) mit einem gemeinsamen Zylinderkopf für beide Zylinderbänke und nur einem Krümmer.
Amerikanische V8-Motoren üblicher Bauart („Big Block“ und „Small Block“) haben nur eine einzelne zentrale Nockenwelle, die oben im Motorblock zwischen den Zylinderbänken positioniert ist und die Ventile über Stößel, Stoßstangen und Kipphebel betätigt.
V4- und V6-Motoren werden in PKW oft anstelle von R6-Reihenmotoren eingesetzt, weil sie kürzer sind und nicht so hoch bauen. Nachteilig sind Vibrationen und rauerer Klang bei hohen Motordrehzahlen durch freie Massenmomente. Durch die nicht längssymmetrische Kurbelwelle treten freie Massenmomente erster und zweiter Ordnung auf. Eine gegenläufige Ausgleichswelle kann das freie Massenmoment erster Ordnung ausgleichen. Das verbleibende freie Massenmoment zweiter Ordnung ist klein. Da ein Ausgleich aufwendig wäre, wird darauf verzichtet.
Bei Viertakt-V8-Motoren kann man bei einem Bankwinkel von 90° die Massenkräfte und -momente erster und zweiter Ordnung völlig ausgleichen, ebenso – unabhängig vom Bankwinkel – beim V12 und bei den sehr seltenen V16. Der nahezu vollständige Massenausgleich führt zu einem sehr ruhigen Lauf.
Die ursprüngliche V8-Bauform hat bei einem Zylinderbankwinkel von 90° eine Kurbelwelle mit vier Kröpfungen, die um 180° versetzt in einer Ebene liegen (daher der Name flat-plane-Bauweise, Kurbelwelle entspricht der R4-Bauform). Die Kurbelwelle ist einfach und kostengünstig herzustellen. Sie benötigt weniger Gegengewichte, wodurch der Motor leichter und weiter hochdreht. Bei dieser Bauform treten jedoch freie Massenkräfte zweiter Ordnung und somit mehr Vibrationen auf. Alle V8-Motoren bis 1925 waren flat-plane-Motoren. Heute wird die Bauform noch im Rennsport und durchgängig von Ferrari verwendet.

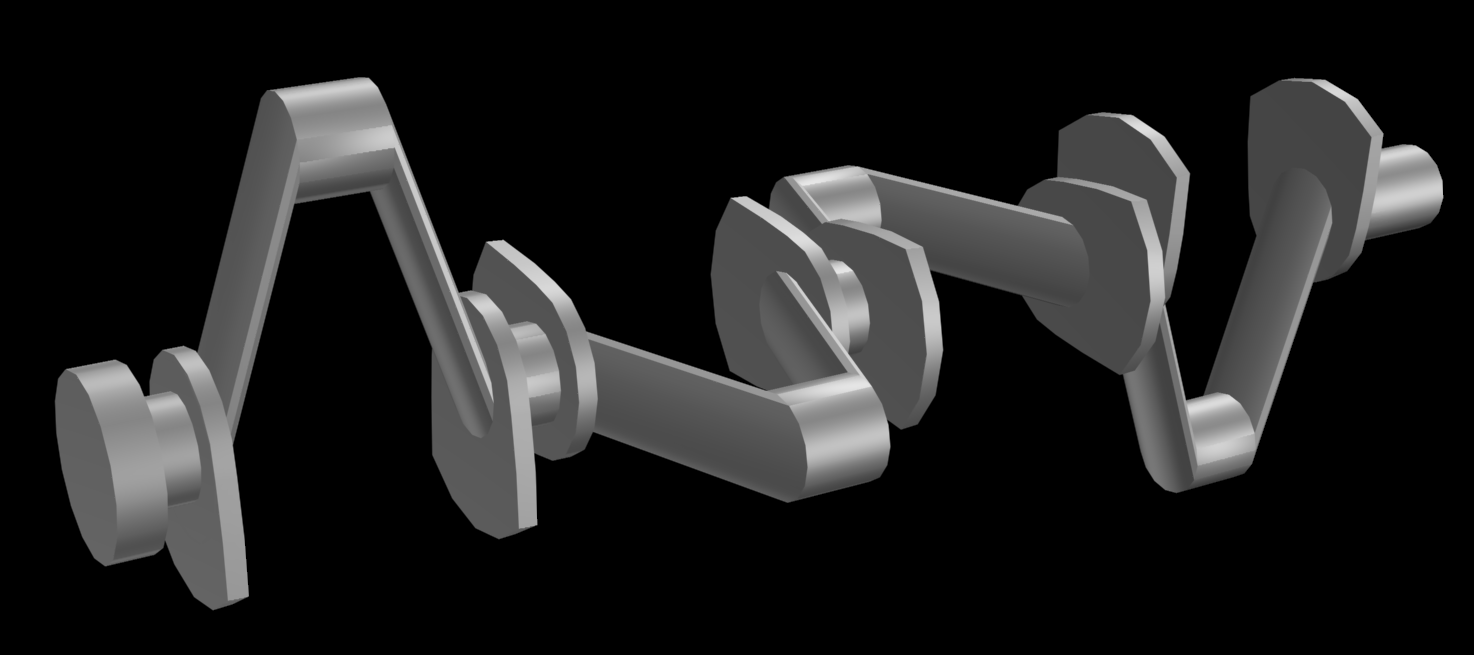
Crossplane-Kurbelwelle

Bei der cross-plane-Bauweise des V8 liegen die erste und letzte Kröpfung der Kurbelwelle in einer Ebene und die beiden mittleren Kröpfungen in einer dazu senkrechten Ebene. In Blickrichtung der Längsachse bilden die Kröpfungen ein Kreuz. Cross-plane-Kurbelwellen sind wesentlich schwieriger im Gesenk zu schmieden als flat-plane und werden zumeist gegossen. Jedoch bieten sie den Vorteil, dass sich die freien Massenkräfte I. und II. Ordnung und das freie Massenmoment II. Ordnung selbstständig ausgleichen. Es tritt ein freies Massenmoment I. Ordnung auf, das sich durch ein Gegengewichtpaar an der Kurbelwelle ausgleichen lässt. Durch den vollständigen Ausgleich der Massenkräfte und Momente ergibt sich ein sehr ruhiger Motorlauf. Das Design wurde 1915 vorgestellt, aber erst 1923 brachten Cadillac und 1924 Peerless die ersten Serienmotoren dieser Bauweise auf den Markt. Sie hat den Nachteil, dass die Zündungen – und damit auch die Ein- und Auslasstakte – nicht abwechselnd in der linken und rechten Zylinderbank, sondern unregelmäßig erfolgen. Dies ist ungünstig für eine gute Zylinderfüllung und eine gleichmäßige Verteilung des Gemischs bzw. der Verbrennungsluft auf alle Zylinder, was sich durch entsprechende Gestaltung des Ansaugkrümmers aber beherrschen lässt. Auch entsteht dadurch das akustisch markante Auspuffgeräusch („V8-Brabbeln“). Bei hoher Motorleistung wie im Rennsport erfordert diese Bauweise eine aufwendige Auspuffanlage.

## „Irreguläre“ V-Motoren

Kurbelwelle eines V6-Motors M 112 von Daimler-Chrysler ca. 1998 bis 2005 – mit Zylinderbankwinkel von 90 Grad und Hubzapfenversatz um jeweils 30 Grad

Um trotz des nicht zum Zündabstand passenden Bankwinkels eine gleichmäßige Zündfolge zu erreichen, weichen einige Konstruktionen von der üblichen Maßgabe ab, auf einem breiten Kurbelzapfen zwei Pleuel – für je einen Kolben jeder Bank – anzuordnen. Diese Motoren führen stattdessen jeden Kolben auf seinem eigenen Hubzapfen. Dazu bedarf es einer verschränkten, komplexeren Kurbelwelle, wobei allerdings zwischen den Pleueln der versetzten Hubzapfen meist keine zusätzlichen Hauptlager angeordnet sind.
Beispiele solcher V-Motoren mit separierten Hubzapfen sind fast alle V4- und viele V6-Motoren. Vierzylinder-Viertaktmotoren haben 180° Zündabstand, bei V-Bauart müsste der Bankwinkel 180° betragen. Die V4-Motoren von Ford haben daher bei einem Bankwinkel von 60° einen Hubzapfenversatz von 120°. Der V4-Motor des SAS-965 des Saporisky Awtomobilebudiwny Sawod hat 90° Bankwinkel und entsprechend 90° Hubzapfenversatz. Sechszylindermotoren haben 120° Zündabstand. Als V-Motoren mit 120° Bankwinkel wären sie unhandlich breit. So wurden Sechszylindermotoren mit kleineren Bankwinkeln von um die 60° gebaut und der Zündabstand über einen entsprechenden Hubzapfenversatz gleichmäßig gemacht.
Viele Sechszylinder-V-Motoren wurden mit 90° Bankwinkel konstruiert, weil die Blöcke auf für V8-Motoren geplanten Transferstraßen bearbeitet werden sollten; zum Beispiel der PRV-Motor, der Citroën-Maserati-Motor des Citroën SM und Maserati Merak oder der Mercedes-Benz M112. Hat ein solcher Motor keinen Hubzapfenversatz, ist der Zündabstand ungleichmäßig. Der PRV-Motor bekam 1985, 9 Jahre nach seinem Erscheinen, der Mercedes-Benz M112 von Anfang an zum Ausgleich um 30° versetzte Hubzapfen. Der Citroën-Maserati-Motor hatte keinen Hubzapfenversatz und lief daher vergleichsweise rau.
Bei den V6-Dieselmotoren der Bauserie Mercedes-Benz OM642 ist der Zylinderbankwinkel von den für V6-Motoren üblichen 60° auf 72° vergrößert, um in dem breiteren Bankzwischenraum Hilfsaggregate wie den Wasser-Ölkühler besser unterbringen zu können; auch hier sind die Hubzapfen zum Erreichen eines gleichmäßigen Zündabstands entsprechend versetzt.
Die V8-Motoren der gleichen Bauzeit haben diese Eigenheit jeweils nicht. Hier wurden reguläre V-Konstruktionen mit 90 Grad Bankwinkel und unversetzten Hubzapfen der Kurbelwelle verwendet.
Die V8-Dieselmotoren der Baureihen OM 628 und OM 629 hingegen haben statt 90 nur 75 Grad Bankwinkel, um nicht zu breit zu bauen. Daher sind auch die Hubzapfen ihrer Kurbelwellen versetzt. Zudem haben die Motoren eine Ausgleichswelle.
Auch bei Motorrädern werden teils irreguläre V-Motoren eingesetzt, so bei dem V4 der Honda VFR 750 und 800 mit einem Hubzapfenversatz von 180 Grad.

## Bemerkungen
1. ↑  Das entspricht nicht der Definition in DIN 1940, Ausgabe Dezember 1976.
2. ↑  Und zwei Lager.
3. ↑  Bei gleicher Anordnung der Nockenwelle kommt der V8-Motor des Tatra 77 von 1934 mit - allerdings recht langen - Schwinghebeln aus.
4. ↑  In der Norm DIN 1940 Verbrennungsmotoren; Begriffe, Zeichen, Einheiten vom März 1958 fehlt eine solche Unterscheidung, dort wird der V-Motor und der V-Reihenmotor folgendermaßen erläutert: Anordnung der Zylinder in zwei Ebenen, die miteinander einen Winkel einschließen und deren Schnittlinie durch die Kurbelwellenachse geht oder parallel zu ihr liegt.